# ND3型柴油机车
ND3型柴油机车是中华人民共和国铁道部从罗马尼亚引进的柴油机车车型之一，由克拉约瓦电力机车设备公司设计生产，是在ND2型机车基础上改进而成的调车和小运转作业用柴油机车，1985年至1990年间共进口了88台。

## 发展历史
1970年代起，罗马利亚为偿还中国贷款，于1972年开始向中国大量出口由克拉约瓦电力机车设备公司制造的060 DA型柴油机车，这些出口至中国的机车被定型为ND2型，作为客运机车使用。由于ND2型机车在运用中性能表现良好，且鉴于中国当时柴油机车产能不足，中华人民共和国铁道部又额外向罗马尼亚订购了更多ND2型机车。
但随着中国开始实行改革开放，铁路运输日趋繁忙，中国铁路旅客列车于1980年代开始扩大编组以应付急剧增长铁路客运量，运行在京沪、京广等铁路干线的部分旅客列车相继将编组扩大到18至20辆。但相对于新型的东风4B型客运柴油机车，ND2型机车显得功率不足，且在高速运行时机车功率下降较大，已经不能满足客运需要。因此从1985年起，出口至中国的ND2型机车开始改为调车机车，在原ND2型基础上由棚式车体改为外走廊罩式车体，并修改了转向架设计和传动齿轮比，机车最高速度100公里/小时，定型为ND3型，其中“N”代表内燃机车、“D”代表电力传动、“3”代表第三种进口内燃机车型号。
首批ND3型机车于1985年运抵中国；1985年至1990年间，罗马尼亚克拉约瓦公司累计为中国生产了88台ND3型柴油机车，配属上海铁路局上海机务段、南翔机务段、南京机务段、南昌机务段和广州铁路局长沙机务段、广州机务段等地运用，主要用来替换原有的KD5、KD7、解放型等蒸汽机车担当调车和小运转任务。经过长年运用，ND3型机车从2000年代起陆续报废，被东风5型、东风7C型、东风7G型等新型调车柴油机车取代。

## 技术特性

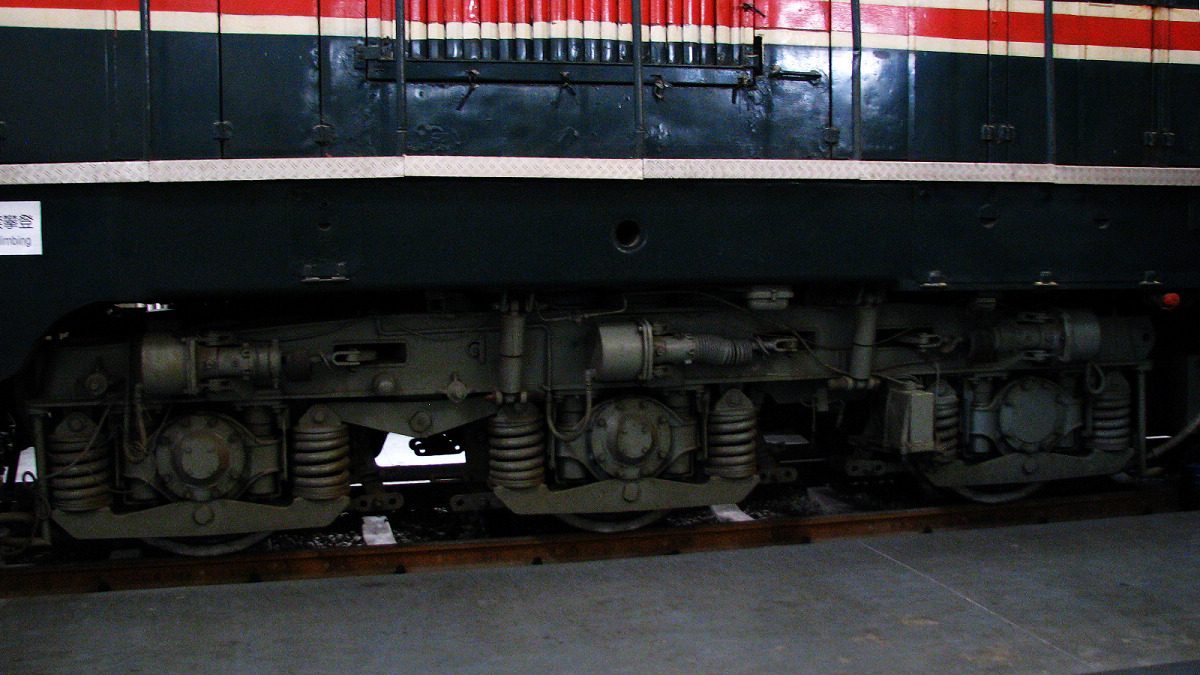
ND3型柴油机车的转向架

ND3型柴油机车是直流电传动的六轴调车、小运转用的柴油机车。机车车体为罩盖式非承载结构，短端为前端，机车从前端往后分为短罩、司机室和长罩部分；为适应调车需要，机车设有外走廊。司机室有两个操纵台，满足机车正向和逆向运行时的操纵需要。机车短罩内设有司机室取暖装置；机车长罩内中部为冷却室，后端动力室内装有柴油机、发电机等设备。机车顶部有各种顶盖，方便维修和拆装。车架两端装用中国铁路的13号车钩和2号缓冲器。机车轴式Co-Co，机车构造速度为100公里/小时。机车两端设有重联插座，容许多节机车重联运行。ND2、ND3型机车除转向架以外主要机组和零部件都是通用的，两者的区别主要在于总体布置和转向架结构。
机车装用一台苏尔寿公司的12气缸、并列式、四冲程12LDA28B型柴油机，缸径280毫米、行程320毫米，并带有涡轮增压器，标定功率2300马力（1690千瓦），装车功率2100马力（1540千瓦）。机车传动方式为直—直流电传动，由柴油机经传动齿轮直接带动一台GCE1000/10型直流牵引发电机，向转向架上的六台直流牵引电动机供电，并通过传动齿轮驱动车轮。机车的恒功率特性是由主发电机他励绕组的电流控制以及牵引电动机的磁场削弱来控制。
机车走行部为两台三轴转向架，其形式和结构与ND2型机车相比有较大改进。转向架构架采用型钢焊接结构，轴箱采用导框式定位，一系悬挂由轴箱螺旋弹簧和均衡梁组成，为了均衡车轴的静载荷，在第一、二位和第五、六位车轴间分别装有均衡梁；机车底架和转向架构架之间设有二系悬挂，由四组圆弹簧组成。每台转向架装用三台牵引电动机，采用抱轴式半悬挂，通过单边弹性斜齿轮传动。牵引力和制动力通过转向架中心销传递到车体。ND3型机车增设了ND2型机车没有的轴重平衡装置，在牵引列车起动时进行轴重转移补偿，以改善粘着性能、提高起动牵引力。机车采用克诺尔型空气制动机，采用双侧闸瓦。

## 车辆保存
- ND3型0001号机车，曾经先后配属上海铁路局南京机务段、合肥机务段，退役后，由中国铁道博物馆永久收藏。
- ND3型0016号机车，曾在阳春新钢铁有限责任公司担任调车机车，退役后交由广铁机车博物馆收藏。

## 参看
- 060 DA型柴油机车
- ND2型柴油机车